# Teorie 1. řádu

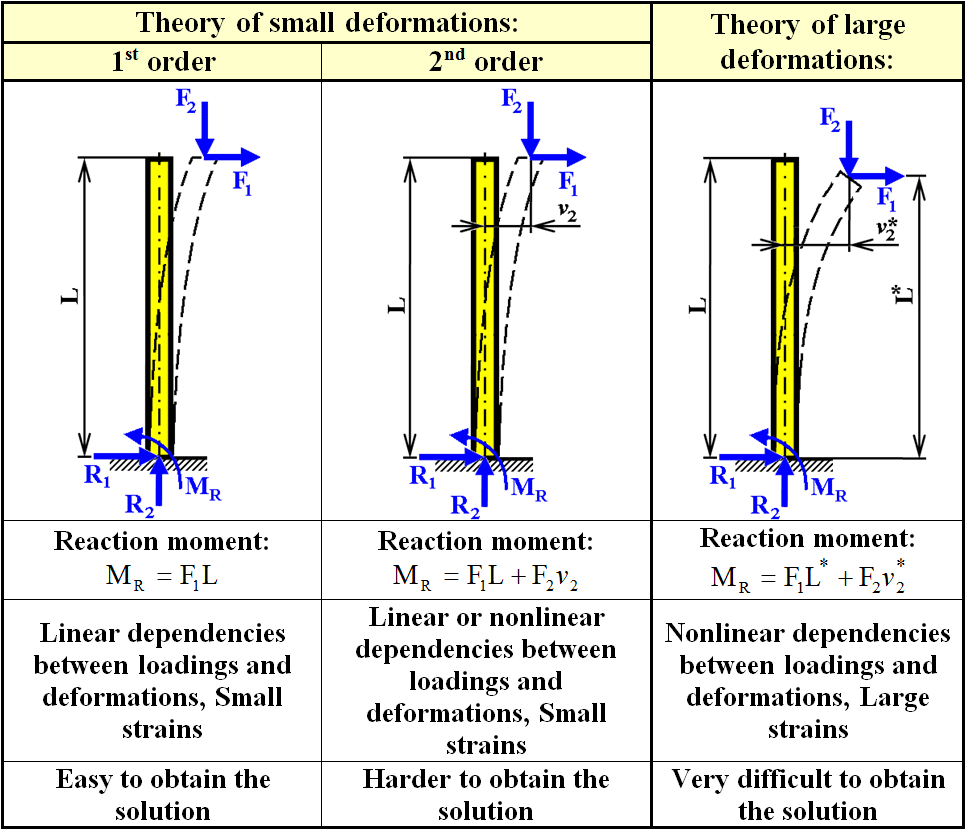
Nosník/prut vystavený kombinovanému zatížení – Teorie malých deformací (teorie 1. a 2. řádu) a teorie velkých deformací

Teorie 1. řádu je používaná v mechanice těles (statika, pružnost a pevnost) pro řešení úloh mechaniky těles pro případy malých deformací. Je jednodušší, méně pracná a méně přesná než teorie 2. řádu, ale v mnoha případech je její aplikace přijatelná. Aplikace analýzy dle teorie 1. a 2. řádu závisí na posouzení deformací zatížení konstrukce a/nebo jejich komponentů. Teorie 2. řádu má obecnější platnost a lze ji použít pro všechny úlohy malých deformací řešené dle teorie 1. řádu.

## Teorie prvního řádů u prutových/nosníkových soustav
V souladu s teorií 1. řádu (tj. základního jednoduchého řešení známého ze základních přednášek statiky), normálové síly ve členech (prutech/nosnících) staticky určité konstrukce (např. prutové soustavy) mohou být stanoveny analyticky z rovnic rovnováhy celé příhradové konstrukce a rovnováhy ve styčnících. V tomto případu, prvním krokem je stanovení vnějších reakcí celé příhradové konstrukce. Pak části příhradové konstrukce jsou myšlenými řezy v prutech izolované jako volná tělesa a rovnováhy ve styčnících jsou použity k určení hledaných neznámých normálových sil ve členech (tj. Styčníková metoda).

## Zobecnění na obecné úlohy
Jestliže efekt deformací zatížené konstrukce je zanedbatelný vzhledem k rovnováze vnějších a vnitřních sil, pak může být použita teorie 1. řádu. Přesnější teorie 2. řádu může být vždy použita pro úlohy teorie 1. řádu, avšak v mnoha případech je to zbytečné a výpočetně náročnější (vnikají soustavy nelineárních rovnic).